# Ida Krone

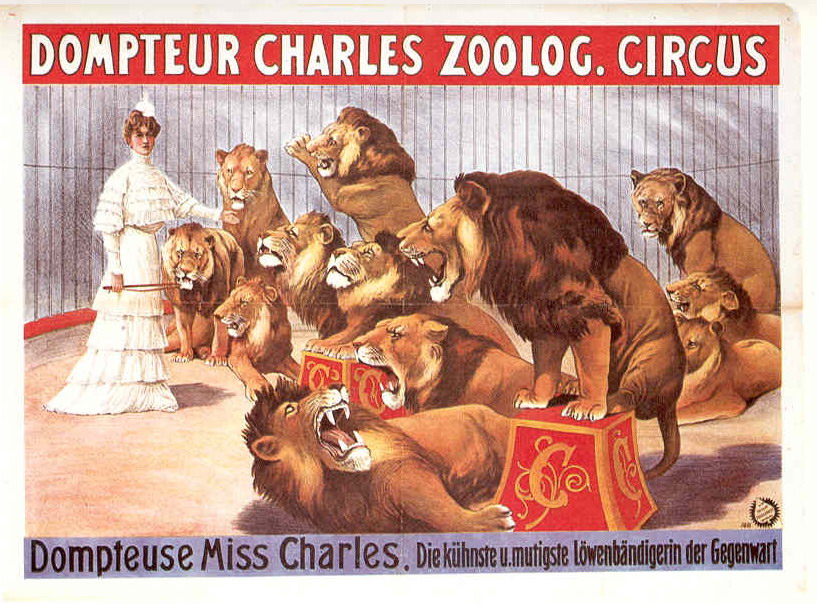
Ida Krone auf einem Werbeplakat des Zirkus, um 1910.

Ida Krone (geborene Ahlers; * 3. November 1876; † 8. April 1957 in München) war eine deutsche Dompteurin und die Ehefrau des Circus-Krone-Direktors Carl Krone.

## Leben
Ida Krone wurde als Tochter des Schaustellers Benoit Ahlers (1850–1940), der auf Jahrmärkten mit einem „Affentheater“ vertreten war, geboren. Am 12. Juni 1902 heiratete sie in Koblenz Carl Krone, der eine Menagerie mit Dressurdarbietungen von seinem Vater übernommen hatte und drei Jahre später daraus den Circus Krone gründete. Das Programm des Ahlers’schen Affentheaters wurde nach der Hochzeit in das von Krone integriert. Ab dem Jahr 1904 übernahm Ida Krone die dressierten Löwen ihres Ehemannes und wurde durch ihre sensationellen Dressurdarbietungen mit 24 Berberlöwen als „Miss Charles“ und „kühnste und mutigste Löwenbändigerin der Gegenwart“ bekannt. Ida Krone trat aber auch mit Pferden und Elefanten auf. Sie war maßgeblich daran beteiligt, Carl Krones Menagerie zu einem „modernen“, großen Zirkus umzuwandeln, der aktiv mit den Tieren arbeitete, da Carl noch relativ veraltete Vorstellungen von Tiervorführungen (eben in Form einer Menagerie) hatte.
Das Paar hatte eine Tochter, Frieda Krone, die später den Dompteur Carl Sembach heiratete. Nach dem Tod ihres Ehemannes 1943 wurde Ida Krone Eigentümerin des Zirkus, Direktor war seitdem jedoch ihr Schwiegersohn mit seiner Ehefrau.
Ida Krone wurde auf dem Münchner Waldfriedhof im „Krone-Mausoleum“ (Grab Nr. 13-W-1) bestattet.